# 中央ユピック
中央ユピック（ちゅうおうユピック、英語: Yupʼikまたは英語: Yupiaq(sg & pl)、英語: Yupiitまたは英語: Yupiat(pl)、英語: Central Alaskan Yupʼik、英語: Central Yupʼik、英語: Alaskan Yupʼik、中央アラスカ・ユピック語 Yupʼik sg Yupiik dual Yupiit pl、ロシア語: Юпики центральной Аляски）とは、アラスカ州西部または南西部に居住するユピックの一派。

## 概要
中央ユピックはアラスカ先住民の中で最も多く、エスキモー・アレウト語族の言語である中央アラスカ・ユピック語を話す。2010年のアメリカ合衆国国勢調査の時点で、米国における人口は34,000人を超え、そのうち22,000人以上がアラスカに住んでいる。その大半は、アラスカ州西部と南西部の伝統的なユピック族の領土にある、70ほどのコミュニティに住んでいる。 約10,000人が中央アラスカ・ユピック語を話す。